# Onechte kameleon
De onechte kameleon (Anolis chamaeleonides) is een hagedis uit de familie anolissen (Dactyloidae).

## Naamgeving
De wetenschappelijke naam van de soort werd voor het eerst voorgesteld door André Marie Constant Duméril en Gabriel Bibron in 1837. Oorspronkelijk werd de naam Anolis chamaeleonides gebruikt.
De onechte kameleon werd lange tijd tot het niet langer erkende geslacht Chamaeleolis gerekend, waardoor de oude wetenschappelijke naam wordt gebruikt in de literatuur.

## Uiterlijke kenmerken
De maximale lichaamslengte is 35 centimeter, waarvan de helft bestaat uit de staart. De lichaamskleur is grijs met donkere bruine vlekken. De keelzak is grijs tot wit van kleur. Deze anolis lijkt zoals de naam doet vermoeden op een kameleon, maar hij mist echter een aantal eigenschappen van die soort. Zo is het lichaam erg langgerekt en plat, heeft geen echte grijptenen en een relatief lange staart. Wel heeft de anolis een vergroeiing van de bovenzijde van de kop die aan een oorkwab doet denken; ook heeft de soort een keelkam, rugkam, bolle ogen die echter niet onafhankelijk kunnen bewegen en is de staartpunt soms opgerold zodat de lengte niet meer opvalt. De onechte kameleon mist ook de schietende kleeftong om prooien te vangen.

## Algemeen
De onechte kameleon komt voor in de Caraïben en leeft endemisch op Cuba, net zoals de ridderanolis (Anolis equestris). Ook op Isla de la Juventud is de soort aangetroffen. Het is een typische klimmer die in bomen en struiken leeft. Het voedsel bestaat uit grotere insecten, spinnen en andere kleine ongewervelden.